# Skarpnäck
Skarpnäck est un district de la banlieue sud de Stockholm en Suède, construit entre 1982 et 1987. La population était de 43 961 habitants en 2011.

## Quartiers
Le district comprend les quartiers de Hammarbyhöjden, Björkhagen, Enskededalen, Kärrtorp, Bagarmossen, Skarpnäcks gård, Flaten, Orhem et Skrubba. 

## Constructions
Skarpnäck est un exemple du retour des idéaux de construction urbaine que le modernisme avait rejetés : des quartiers avec des cours intérieures intégrées dans une structure de rues orthogonales. Dans le même temps, les plans partiellement irréguliers et l'architecture vivante des façades et des toits se distinguent d'une ville traditionnelle en pierre. Ce mélange est typique des expériences de construction urbaine menées dans de nombreuses parties du monde dans les années 1980.

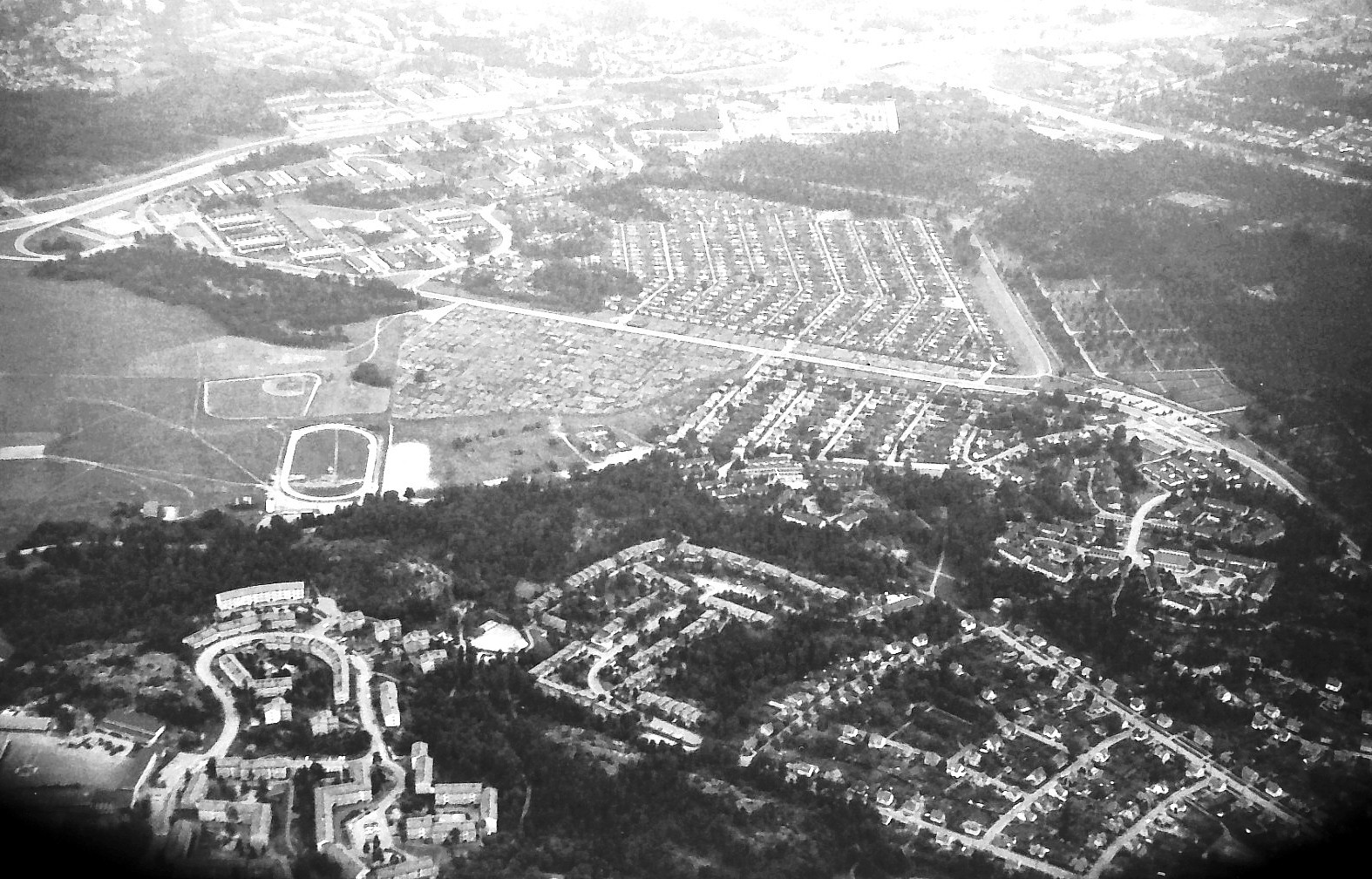
Vue aérienne de Skarpnäck en 1980.